# سحب موجي
السحب الموجي مصطلح ايرودينامي (حركي هوائي) يدل على شكل قوي جدا ومفاجيء يظهر على الطيران الهوائي عند سرعات الية قريبة من سرعة الصوت.